# Leopoldo Bessone
Leopoldo Pacheco Bessone (Belo Horizonte, 27 de janeiro de 1942 - 7 de julho de 2013) foi um advogado, empresário e político brasileiro. 

## Biografia
Era filho de Darcy Bessone de Oliveira Andrade, secretário estadual da Fazenda de Minas Geraise ntre 1961-1966 e, também, consultor-geral da República no governo de José Sarney, entre 1985-1990), Leopoldo formou-se em Direito pela Universidade Federal de Minas Gerais (UFMG), em 1965, e foi secretário da União Nacional dos Estudantes (UNE), tornando-se, posteriormente, oficial-de-gabinete dos secretariados estaduais de Segurança Pública e do Interior e Justiça de Minas Gerais.
Em 1978, durante o período de ditadura militar instaurado, no Brasil em abril, de 1964, Bessone filiou-se ao partido de oposição ao regime, Movimento Democrático Brasileiro (MDB), e no pleito de novembro do mesmo ano, elegeu-se, com êxito, deputado federal por Minas Gerais. No ano seguinte, integrou a Comissão do Interior como titular e  Comissão  de Relações Exteriores da Câmara como suplente. Ao final de 1979, com a reformulação partidária, que abriria caminho para novos partidos políticos, Leopoldo ingressou no Partido do Movimento Democrático Brasileiro (PMDB), começando a atuar ativamente nas relações exteriores do país, como titular na Comissão de Relações Exteriores e como observador parlamentar na 36ª sessão da Assembleia Geral da Organização das Nações Unidas (ONU), em 1981, na Cidade de Nova Iorque.
No ano seguinte, Leopoldo se reelegeria como deputado federal ainda na legenda do PMDB, com votos provenientes, em sua maioria, de bases eleitorais na capital mineira a partir de uma campanha transportando cartazes de propaganda em carroças, o que não era muito comum na época. Durante sua reeleição, entre 1984 e 1986, licenciou-se do mandato para assumir a Secretaria de Esportes, Lazer e Turismo do estado de Minas Gerais, durante os governos de Tancredo Neves (1983-1984) e Hélio Garcia (1984-1987), permanecendo no cargo até 1986. Mais tarde, ao tentar concorrer ao governo estadual de seu estado natal, encontrou resistências por parte do então governador Hélio Garcia e, por isso, passou a apoiar o nome de Newton Cardoso, que se elegeria governador em novembro de 1986. 
Já em 1986, reeleito para seu terceiro mandato, agora como deputado federal constituinte, integrou como titular a Subcomissão do Poder Legislativo, da Comissão de Organização dos Poderes e Sistemas de Governo, além de outras comissões como suplente. Durante sua vida política, Leopoldo debateu temas de importância para a vida social e trabalhista da população, colocando-se contra a pena de morte, o aborto e a pluralidade sindical, enquanto deliberou a favor do voto aos 16 anos, da limitação do direito de propriedade privada, além de ajudar a aprovar o mandato de cinco anos para o presidente José Sarney, em 1989, na Assembleia Nacional Constituinte.
Em 16 de agosto de 1988, antes da promulgação da Constituição, Leopoldo isentou-se, novamente, de seu mandato como deputado, dessa vez, para exercer o cargo de ministro da Reforma e Desenvolvimento Agrário (MIRAD), durante o governo de Sarney. A instituição tinha como objetivo analisar a reforma agrária, além da regularização fundiária. Nessa função, o político realizou estudos técnicos para a conceituação da "Propriedade produtiva", com o intuito de democratizar as desapropriações de terras, desenvolver a produção de alimentos e, também, assentar famílias de trabalhadores sem terra. Quando seu ministério foi incorporado à pasta da Agricultura, em 1989, Bessone voltou à Câmara para ser titular das comissões de relações Exteriores e de Serviço Público.
Durante seu quarto mandato federal, já em 1992, o político votou a favor da abertura do processo de impeachment do presidente Fernando Collor de Melo, acusado de crime de responsabilidade por envolvimento em uma rede de corrupção no governo federal. Mais tarde, Leopoldo se desligaria do PMDB, concluindo em 1995 seu último mandato pelo partido em que construiu boa parte de sua carreira, fazendo, em seguida, uma passagem pelo Partido Social Trabalhista (PST) – que, em 1993, se fundiria com o Partido Trabalhista Renovador (PTR) para formar o Partido Progressista (PP). Contudo, em 1995, Bessone elegeria-se ao seu último mandato como afiliado do Partido Trabalhista Brasileiro (PTB).
Durante sua carreira política entre os partidos, Leopoldo envolveu-se em discussões famosas na Câmara dos Deputados que marcariam a história do Brasil. No decorrer de seu mandato em outubro de 1994, por exemplo, Leopoldo atuou como 2° Secretário da mesa do legislativo, auxiliando a aprovação de emendas constitucionais. Assim, envolveu-se na discussão sobre a privatização das empresas estatais de telecomunicações, colocando-se a favor da abolição do monopólio do governo sobre o campo. Além de promulgar a Ementa Constitucional n°5, que alterou o parágrafo 2° do Artigo 25 da Constituição Federal, determinando que caberia ao Estado explorar os serviços locais de gás canalizado para sua regulamentação, em 15 de agosto de 1995. 
Alguns anos depois, em maio de 1996, o político iria coordenar iniciativas que ficaram conhecidas como "projeto Mendes Júnior", quando a empreiteira mineira de mesmo nome anunciou a demissão de 12 mil funcionários ao decidir paralisar suas atividades no Iraque, durante a Guerra do Golfo, em 1991, por falta dos pagamentos do governo do país. Como forma de amenizar a crise, o governo brasileiro se comprometeu a saldar as dívidas e o deputado do PTB-MG, Filemon Rodrigues, apresentou emenda destinando até novecentos milhões de reais – derivados de títulos previstos pela MP nº 1.410 para capitalizar o Banco do Brasil – para cumprir o acordo com a Mendes Júnior.  A emenda gerou grande polêmica, quando o jornal O Globo alegou que parte dos políticos favoráveis à emenda haviam sido beneficiados pela empreiteira nacional durante a campanha eleitoral de 1994 com contribuições financeiras legais. Leopoldo Bessone, fora da lista dos políticos que haviam recebido dinheiro, alegou não estar preocupado com a empresa, mas com os milhares de empregos por ela gerados.
Próximo ao fim de sua carreira, Leopoldo contribuiu na aprovação da emenda que regularizava a reeleição de políticos, ajudou a aprovar a emenda que extinguiu a estabilidade dos servidores públicos, além de contribuir na reforma da Previdência, fixando um teto salarial para os trabalhadores do setor público e estabelecendo idade e tempo de contribuição mínimos para contribuintes do setor privado. Ao fim de 1999, pela legenda do PTB, não conseguiu votos suficientes para garantir um mandato para o ano legislativo seguinte, terminando sua carreira em janeiro de 1999, quando votou contra a cobrança previdenciária de inativos.
Ao fim de janeiro de 1999, afastou-se da vida pública e faleceu, anos depois, dia 7 de julho de 2013. 